# جامع سيدي منصور (تونس)
جامع سيدي منصور جامع من مساجد مدينة تونس، يقع بالحجّامين، بربض باب الجزيرة جنوب المدينة.

## الموقع
يقع الجّامع بنهج سيدي منصور، بالقرب من باب الفلة.

## التّسمية
استمدّ الجامع تسميته من اسم الوليّ الصّالح  سيدي منصور أبودالية، كان ينتمي إلى الأدارسة،أصيل مدينة فاس. قدم إلى تونس في القرن الخامس عشر ميلادي وتوفي ودُفن بقفصة  سنة 850 هجري.

## التّاريخ
ذكرت حياة الماجري، في كتابها من تعليم الصبيان إلى التعليم الابتدائي في مدينة تونس في العهد العثماني، أنّ كُتّابْ هذا الجامع موجود منذ سنة 1875.

## معرض الصّور

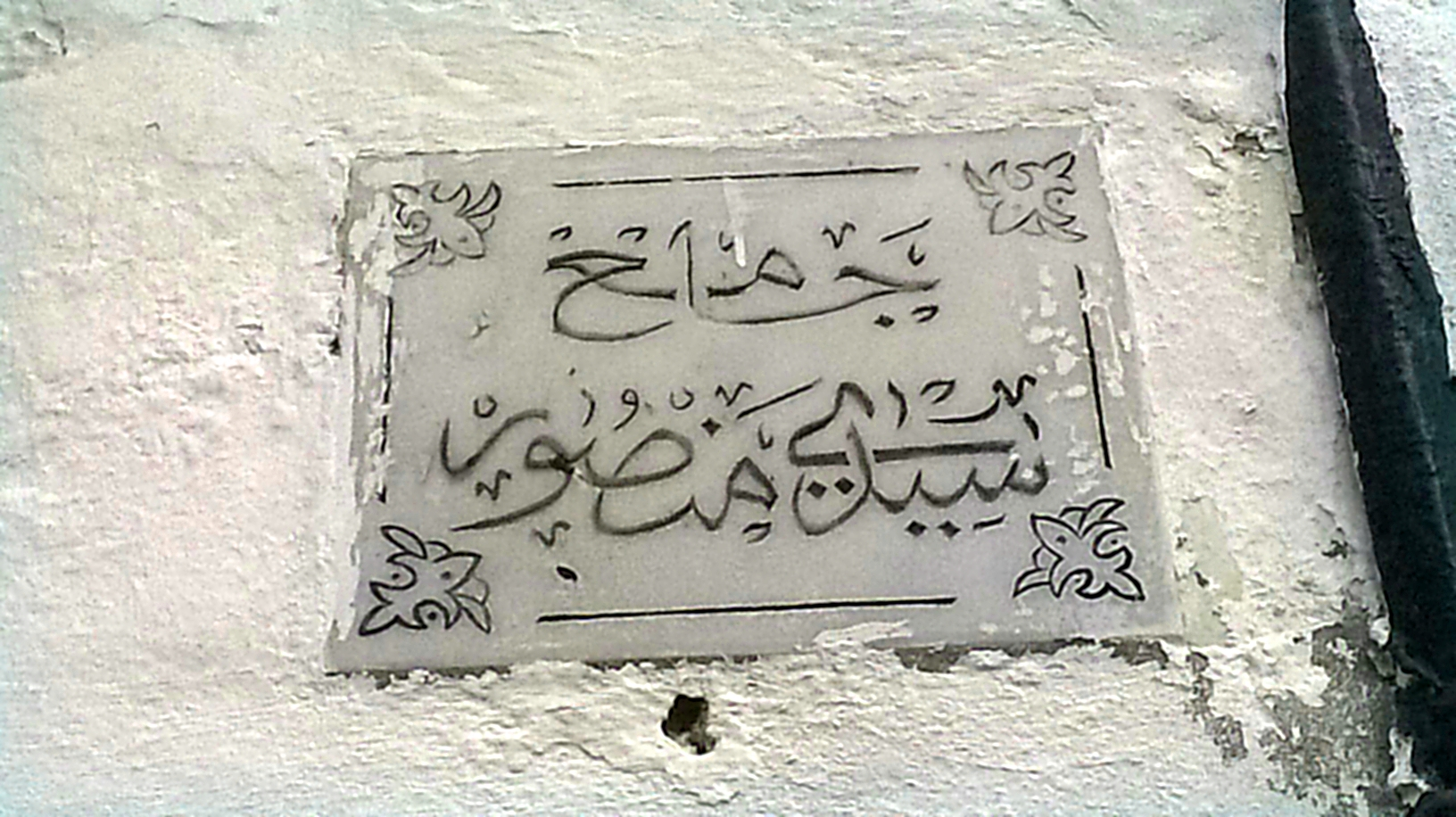
لوحة تحمل اسم الجامع
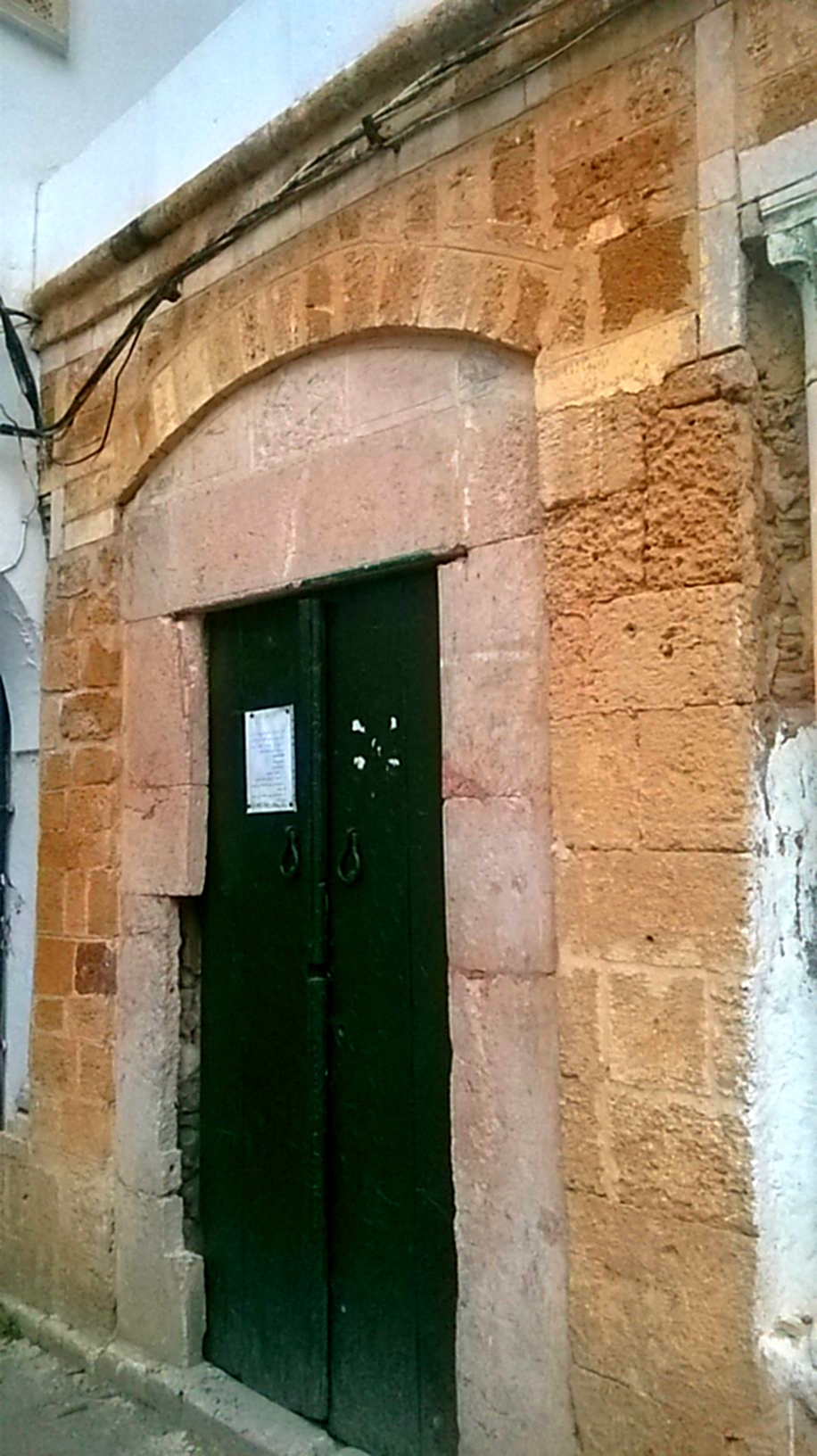
مدخل الجّامع
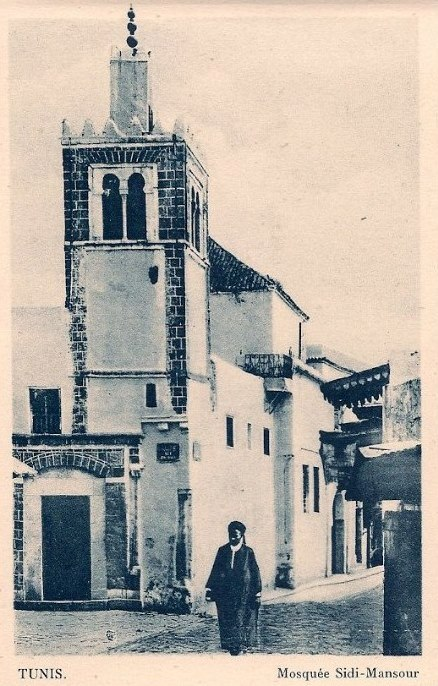
بطاقة بريديّة تحمل صورة الجّامع
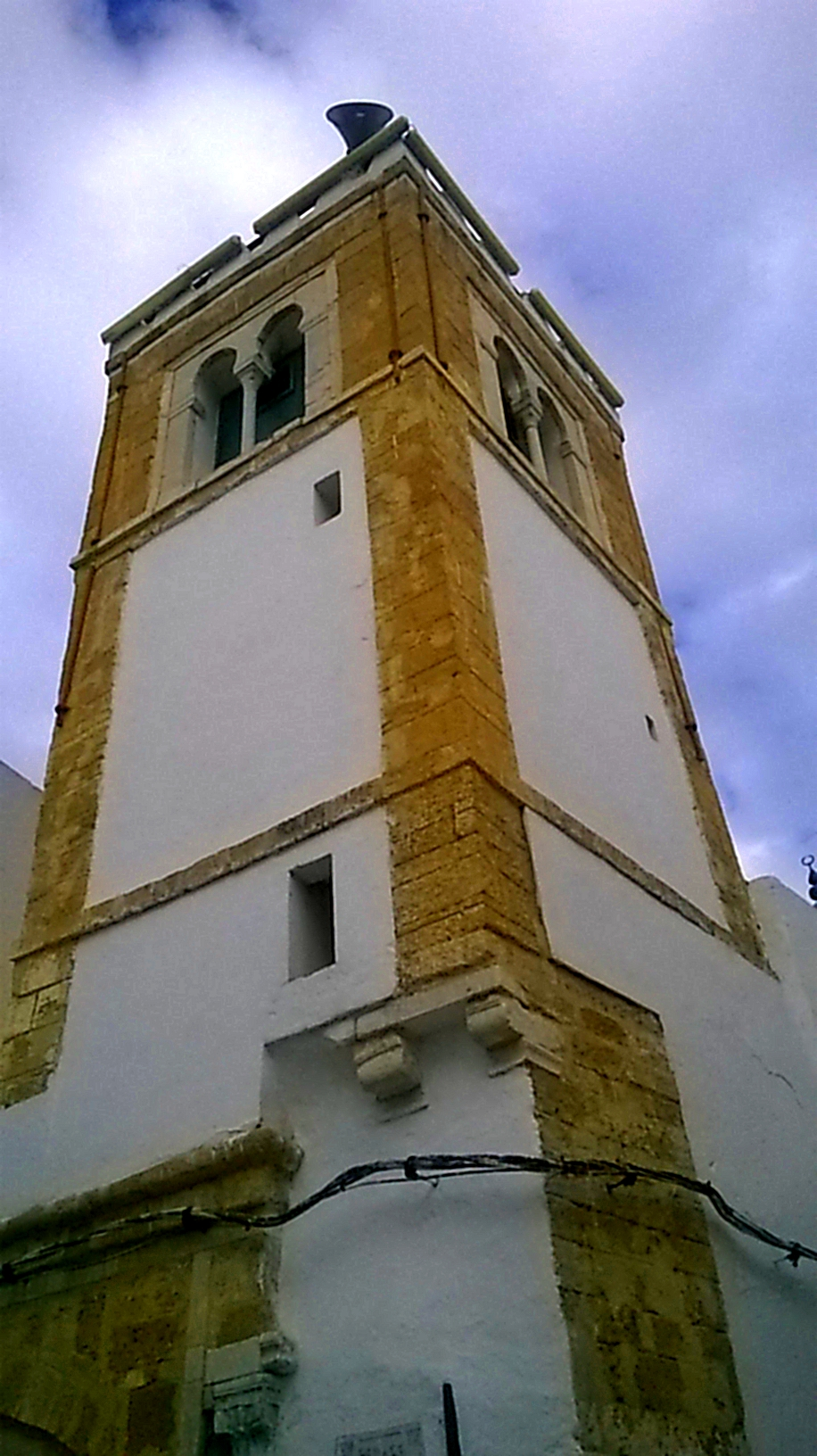
مئذنة الجامع